# Ciocârlia (okręg Konstanca)
Ciocârlia – wieś w Rumunii, w okręgu Konstanca, w gminie Ciocârlia. W 2011 roku liczyła 1771 mieszkańców.